# Западно-доберайские языки
Западно-доберайские языки — либо языки запада полуострова Чендравасих, небольшая семья папуасских языков, распространённых в западной части указанного полуострова, а также вдоль восточного побережья острова Салавати, относящегося к архипелагу Раджа-Ампат. Все эти территории в административном плане относятся к индонезийской провинции Юго-Западное Папуа.
Иногда спекулятивно включаются в Западнопапуасские языки, однако генетическое родство пока убедительно не продемонстрировано. Включают языки Мои [mxn], Сегет [sbg], Калабра [kzz], Мораид [msg], и Техит [kps].